# Дискография Röyksopp
Ниже приводится полный список всех релизов группы Röyksopp.
С момента образования в 1998 году Röyksopp, в состав которого входят Свейн Берге, Торбьёрн Брундтланд, выпустили четыре студийных альбома, один сборник, один видеоальбом, один концертный альбом и четырнадцать синглов.

## Студийные альбомы
| Год                                                                                               | Описание | Пиковая позиция в чартах | Пиковая позиция в чартах | Пиковая позиция в чартах | Пиковая позиция в чартах | Пиковая позиция в чартах | Пиковая позиция в чартах | Пиковая позиция в чартах | Пиковая позиция в чартах | Пиковая позиция в чартах | Пиковая позиция в чартах | Пиковая позиция в чартах | Пиковая позиция в чартах | Пиковая позиция в чартах | Сертификации                                   |
| Год                                                                                               | Описание | NOR                      | UK                       | AUS                      | US                       | US Elec.                 | US Heat.                 | BEL                      | FIN                      | FRA                      | NLD                      | SWE                      | SWI                      | DEN                      | Сертификации                                   |
| ------------------------------------------------------------------------------------------------- | --- | ------------------------ | ------------------------ | ------------------------ | ------------------------ | ------------------------ | ------------------------ | ------------------------ | ------------------------ | ------------------------ | ------------------------ | ------------------------ | ------------------------ | ------------------------ | ---------------------------------------------- |
| 2001                                                                                              | Melody A.M. - Релиз: 31 декабря 2001 года - Лейблы: Wall of Sound, EMI - Форматы: 12" LP, CD, цифровая загрузка          | 1                        | 9                        | —                        | —                        | 18                       | —                        | —                        | —                        | 84                       | 69                       | 50                       | —                        | —                        | - NOR: Platinum - UK: Platinum - NLD: Platinum |
| 2005                                                                                              | The Understanding - Релиз: 4 июля 2005 года - Лейблы: Wall of Sound, EMI - Форматы: 12" LP, CD, цифровая загрузка        | 1                        | 13                       | 98                       | —                        | 2                        | 22                       | 23                       | 39                       | 45                       | 48                       | 7                        | 18                       | 36                       | - UK: Gold                                     |
| 2009                                                                                              | Junior - Релиз: 23 марта 2009 года - Лейблы: Wall of Sound, EMI - Форматы: LP, CD, цифровая загрузка                     | 1                        | 21                       | 28                       | 126                      | 4                        | 2                        | 10                       | —                        | 70                       | 43                       | 25                       | 18                       | 17                       |                                                |
| 2010                                                                                              | Senior - Релиз: 13 сентября 2010 года - Лейблы: Wall of Sound, EMI - Форматы: LP, CD, цифровая загрузка                  | 1                        | 33                       | 80                       | —                        | 18                       | 46                       | 21                       | —                        | 128                      | 41                       | 17                       | 28                       | 30                       |                                                |
| 2014                                                                                              | The Inevitable End - Релиз: 7 ноября 2014 года - Лейблы: Don Triumph, Wall of Sound - Форматы: LP, CD, цифровая загрузка | 2                        | 38                       | —                        | 103                      | 2                        | —                        | —                        | —                        | —                        | —                        | —                        | —                        | —                        |                                                |
| 2021                                                                                              | Lost Tapes | —                        | —                        | —                        | —                        | —                        | —                        | —                        | —                        | —                        | —                        | —                        | —                        | —                        |                                                |
| 2022                                                                                              | Profound Mysteries | 6                        | 80                       |                          |                          |                          |                          |                          |                          |                          |                          |                          |                          |                          |                                                |
| 2022                                                                                              | Profound Mysteries II | 35                       | 2                        | 19                       |                          |                          |                          |                          |                          |                          |                          |                          | 31                       |                          |                                                |
| 2022                                                                                              | Profound Mysteries III                                                                                                   |                          |                          |                          |                          |                          |                          |                          |                          |                          |                          |                          |                          |                          |                                                |
| Знаком «—» помечены релизы, которые не участвовали в чартах или не были выпущены в данной стране. | |                          |                          |                          |                          |                          |                          |                          |                          |                          |                          |                          |                          |                          |                                                |

## Сборники
| Год  | Описание | Примечания                                                                      | Пиковая позиция в чарте NOR |
| ---- | --- | ------------------------------------------------------------------------------- | --------------------------- |
| 2007 | Back to Mine: Röyksopp - Релиз: 5 марта 2007 года - Лейблы: Astralwerks, EMI - Форматы: CD, цифровая загрузка     | - Компиляция из серии Back To Mine, собранная и сведенная группой Röyksopp.     | 24                          |
| 2013 | Late Night Tales: Röyksopp - Релиз: 14 июня 2013 года - Лейблы: Late Night Tales - Форматы: CD, цифровая загрузка | - Компиляция из серии Late Night Tales, собранная и сведенная группой Röyksopp. | -                           |

## Мини-альбомы
| Год  | Описание релиза                                                                                                | Примечания                                                                                          | Пиковые позиции | Пиковые позиции | Пиковые позиции |
| Год  | Описание релиза                                                                                                | Примечания                                                                                          | NOR             | BEL             | DEN             |
| ---- | --- | --------------------------------------------------------------------------------------------------- | --------------- | --------------- | --------------- |
| 2006 | Röyksopp's Night Out - Релиз: 27 февраля 2006 года - Лейблы: Astralwerks, EMI - Форматы: CD, цифровая загрузка | - Концертный альбом, содержащий в себе запись с концерта в Rockefeller Music Hall (Осло, Норвегия). | 8               | 76              | 3               |

## Синглы
| Год  | Название                                     | Пиковая позиция в чартах | Пиковая позиция в чартах | Пиковая позиция в чартах | Пиковая позиция в чартах | Пиковая позиция в чартах | Пиковая позиция в чартах | Альбом                     | Примечания                                                                             |
| Год  | Название                                     | NOR                      | UK                       | DEN                      | NLD                      | SWE                      | US Dance                 | Альбом                     | Примечания                                                                             |
| ---- | -------------------------------------------- | ------------------------ | ------------------------ | ------------------------ | ------------------------ | ------------------------ | ------------------------ | -------------------------- | -------------------------------------------------------------------------------------- |
| 1999 | «So Easy»                                    | —                        | —                        | —                        | —                        | —                        | —                        | Melody A.M.                | В 2002 году был перевыпущен как B-side к «Release Me»                                  |
| 2001 | «Eple»                                       | —                        | 16                       | —                        | 91                       | 54                       | —                        | Melody A.M.                | Был перевыпущен в 2003 году. Изначально он достиг лишь 122 строчки в UK Singles Chart. |
| 2001 | «Poor Leno»                                  | —                        | 38                       | —                        | 55                       | 50                       | 5                        | Melody A.M.                | Был перевыпущен в 2002 году. Изначально он достиг лишь 59 строчки в UK Singles Chart.  |
| 2002 | «Remind Me»                                  | —                        | 21                       | —                        | —                        | —                        | —                        | Melody A.M.                | Переизданный «So Easy» — B-side данного сингла                                         |
| 2003 | «Sparks»                                     | —                        | 41                       | —                        | —                        | —                        | —                        | Melody A.M.                |                                                                                        |
| 2005 | «Curves»                                     | —                        | —                        | —                        | —                        | —                        | —                        | Внеальбомный сингл         |                                                                                        |
| 2005 | «Only This Moment»                           | —                        | 33                       | —                        | 86                       | —                        | 18                       | The Understanding          |                                                                                        |
| 2005 | «49 Percent»                                 | —                        | 55                       | —                        | —                        | —                        | —                        | The Understanding          |                                                                                        |
| 2005 | «What Else Is There?»                        | 4                        | 32                       | —                        | —                        | 30                       | —                        | The Understanding          |                                                                                        |
| 2006 | «Beautiful Day Without You»                  | —                        | —                        | —                        | —                        | —                        | —                        | The Understanding          |                                                                                        |
| 2009 | «Happy Up Here»                              | 3                        | 44                       | —                        | —                        | —                        | —                        | Junior                     |                                                                                        |
| 2009 | «The Girl and the Robot»                     | 2                        | —                        | —                        | —                        | 25                       | —                        | Junior                     |                                                                                        |
| 2009 | «This Must Be It»                            | —                        | —                        | —                        | —                        | —                        | —                        | Junior                     |                                                                                        |
| 2010 | «The Drug»                                   | —                        | —                        | —                        | —                        | —                        | —                        | Senior                     |                                                                                        |
| 2011 | «Forsaken Cowboy»                            | —                        | —                        | —                        | —                        | —                        | —                        | Senior                     |                                                                                        |
| 2013 | «Ice Machine (Godlike Edit)»                 | —                        | —                        | —                        | —                        | —                        | —                        | Late Night Tales: Röyksopp |                                                                                        |
| 2013 | «Running to the Sea» (feat. Susanne Sundfør) | 14                       | —                        | 10                       | —                        | —                        | —                        | Внеальбомный сингл         |                                                                                        |
| 2014 | «Do It Again» (с Robyn)                      | —                        | 75                       | 19                       | —                        | 26                       | —                        | Do It Again                |                                                                                        |

### Другие треки
- «64 Position»
- «A Place Where Love is Found»
- «A Quiet Life» (помещен в сборник норвежских музыкантов «Arctic Circles 3».)
- «A Special Time of Year» (Игрался только на живых выступлениях.)
- «College Jacket» (Игрался только на живых выступлениях.)
- «Come» (вокальная версия)
- «Don’t Give Up» (Слова этой песни также использовались группой Эрленда Ёйе «The Whitest Boy Alive». Этот трек был позже переработан в «49 Percent»)
- «Don’t Go» (Трек, выпущенный с синглом «Sparks». Это ремикс на «Please Stay» (Mekon) без вокальной партии)
- "Fat Burner " (Игрался вживую во второй части турне 2009 года)[22]
- «Flax»
- «Fusion’s Alright»
- «Happy Birthday» (Выпущен 15 декабря 2008 года к 10-летию группы)
- «Korene» (Позже выпущен как «Were You Ever Wanted» в специальном издании.)
- «Keyboard Milk» (B-side, выпущенный с синглом «Forsaken Cowboy».)
- «Meatball» (В сборнике Back to Mine: Volume 25 под псевдонимом «Emmanuel Splice»)
- «Nok E Nok»
- «Om Ra vuling»
- «She’s So» (вокальная версия) (была сыграна вживую)
- «Shine on Like the Stars» (Была включена в сет-лист фестиваля «Quart Fest 03»)
- «Sjokk»/«Sjolek» (Сыгран во время живых выступлений в 2009 году, длина ~03:00)
- «Tremor Morning»
- «Weightless» (также известна как «In Space»)
- «Wooden Leg» (Помещен в концертный альбом фестиваля «Le Big Sloppy Kiss Electronic Festival», который проходил в Норвегии в октябре 1999 года.)
- «Your Hands» (помещен в сборник норвежских музыкантов «Arctic Circles 3».)

### Ремиксы
- Anneli Drecker — Sexy Love (Röyksopp Romantiske Sløyd)[23]
- Annie — Heartbeat (Röyksopp’s Mindre Tilgengelige Remix)
- Athome Project — A Feeling Of Care (Tre Nøtter Til Röyksopp)
- Beck — Still Missing (Röyksopp Remix)
- Coldplay — Clocks (Röyksopp’s Trembling Heart Instrumental Mix)
- Coldplay — Clocks (Röyksopp’s Trembling Heart Remix)
- Depeche Mode — Puppets (Röyksopp Remix)
- Eri Nobuchika — Sing A Song (Röyksopp I Kramsnø Remix)
- Felix Da Housecat — What Does It Feel Like? (Röyksopp Return The Sun Remix)
- Frost — Endless Love (Röyksopp Analoge Euromiks)
- The Irrepressibles — In This Shirt (Röyksopp Remix)
- Kings Of Convenience — I Don’t Know What I Can Save You From (Röyksopp Remix)
- Kings Of Convenience — I Don’t Know What I Can Save You From (Röyksopp Remix — Instrumental)
- Kings of Leon — The Immortals (Röyksopp Remix)
- Lady Gaga — Judas (Röyksopp’s European Imbecile Mix)
- Mekon — Please Stay (Röyksopp Dub Remix)
- Mekon — Please Stay (Röyksopp Remix)
- Peter Gabriel — My Head Sounds Like That (Röyksopp Remix)
- Queens of the Stone Age — Go with the Flow (размещена на концертном альбоме Röyksopp's Night Out)
- Roots Manuva — Colossal Insight (Röyksopp remix)
- Spiller — Cry Baby (Röyksopp’s Målselves Memorabilia Mix)
- The Streets — Weak Become Heroes (Röyksopp Dub)
- The Streets — Weak Become Heroes (Röyksopp Memory Lane Mix)

### Официальный веб-сайт / Track of the Month
- «Stronghold»
- «Le Cantique de Noël» — инструментальная версия гимна Рождеству, который также известен как O Holy Night
- «I Wanna Know» (Песня, впервые сыгранная на живом концерте в октябре 2007 года)[24][25]
- «Malangen Fra Bruhodet»
- «This Space» (содержит семплы из «This Space» Woolfy vs. Projection)
- «Hus Nr. 9»
- «Happy Up Here» (инструментальная версия)
- «It’s What I Want» (инструментальная версия)
- «Electric Counterpoint: III. Fast — RYXP’s Milde Salve» (композитор Стивен Райх)
- «Electric Counterpoint: III. Fast — RYXP True To Original Edit» (композитор Стивен Райх)
- «De Ushuaia a La Quiaca (Version RYXP)» (композитор Густаво Сантаолалья)
- «Vision One» (инструментальная версия)

## Видео-альбомы
| Год  | Песня           | Примечания                                                                                             | Описание |
| ---- | --------------- | --- | -------- |
| 2009 | This Must Be It | - Режиссёр: Шведские режиссёры Филипп и Андреас Нильссон - Снят: 2009 - Выпущен: 28 сентября 2009 года |          |